# ピロールニトリン
ピロールニトリン（英: Pyrrolnitrin）は、ピロール環を持つ抗生物質・抗真菌薬の一種。水虫薬などに配合される。

## 作用機序
土中生息のシュードモナス属の真正細菌 Pseudomonas pyrrocinia から発見・単離された抗生物質である。白癬菌やマラセチア菌等に対し呼吸や代謝を抑制して発育や増殖を防ぐ効果がある。外用薬として局所的に投与される。単独で用いられる事はあまりなく、クロトリマゾールとの合剤で用いられることが多い。